# Годыни
Годыни (укр. Годи́ні) — село в Мостисской городской общине Яворовского района Львовской области Украины.
Население по переписи 2001 года составляло 1022 человека. Занимает площадь 1,11 км². Почтовый индекс — 81301. Телефонный код — 3234.